# Casseta e Planeta
Pour les articles homonymes, voir Cassetta et Planeta.
 (mars 2011).
Si vous disposez d'ouvrages ou d'articles de référence ou si vous connaissez des sites web de qualité traitant du thème abordé ici, merci de compléter l'article en donnant les références utiles à sa vérifiabilité et en les liant à la section « Notes et références ».

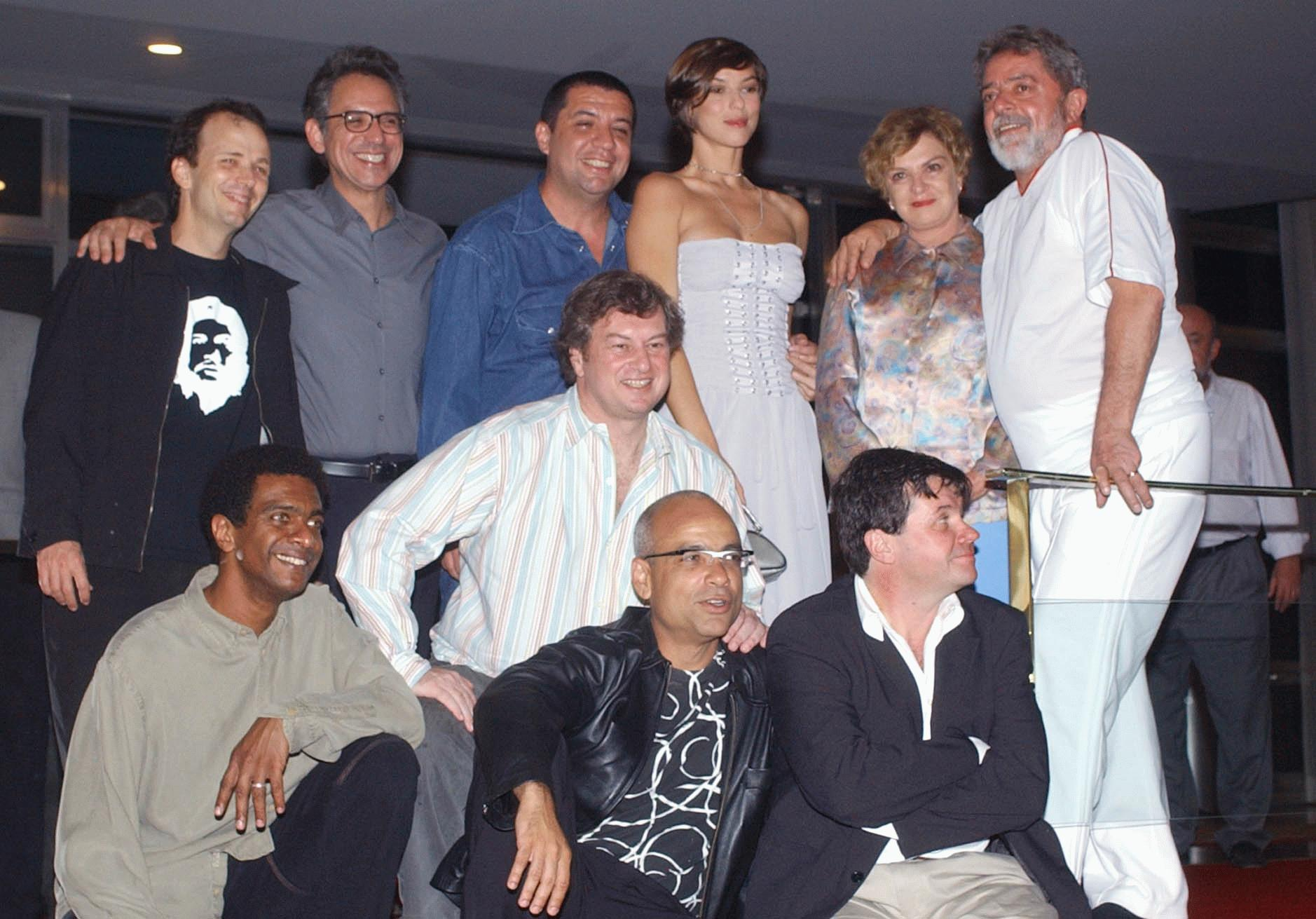
La troupe autour du président Lula

Casseta & Planeta est une troupe humoristique brésilienne née de la fusion de deux journaux satiriques de Rio de Janeiro : Casseta Popular et O Planeta Diário.
Ce groupe s'est largement inspiré du nonsense des Monty Python et satire désormais l'actualité, certains comportements ou les minorités (portugais, homosexuels, hommes politiques, hommes ivres etc.)

## Membres
- Bussunda (décédé en 2006)
- Reinaldo
- Helio de la Peña
- Claudio Manoel
- Beto Silva
- Marcelo Madureira
- Hubert
- Maria Paula (depuis 1994)